# Paul George
Paul Clifton Anthony George (Palmdale, Kalifornia, 1990. május 2. –) amerikai kosárlabdázó, aki legutóbb a Los Angeles Clippers játékosa volt a National Basketball Associationben (NBA). Kilencszeres NBA All Star, akit hatszor választottak be az All-NBA csapatokba és négyszer az All-Defensive csapatokba.
George a Knight Középiskolában kosárlabdázott, mielőtt a Fresno State játékosa lett egyetemen. Az Indiana Pacers a 10. helyen választotta a 2010-es NBA-drafton, első szezonjában beválasztották az NBA Második újonc csapatába. 2013-ban a legtöbbet fejlődött játékos lett és egyben először All Star. 2014-ben eltörte a lábát, miközben a válogatottal készült a 2014-es világbajnokságra, kihagyta a 2014–2015-ös szezon nagy részét, de 2016-ra megint All Star lett. Ebben az évben olimpiai bajnok is lett. 2017-ben az Oklahoma City Thunderbe küldték, mielőtt két évvel később draft választásokért cserébe a Clippers játékosa lett.

## Korai évek
Paul Clifton Anthony George 1990. május 2-án született Los Angeles megyében, Palmdale-ben (Kalifornia), Paul George és Paulette George gyermekeként. Két nővére van: Teiosha, aki kosárlabdázott a Pepperdine-nel és Portala, aki a CSU-San Bernardinoban röplabdázott. George példaképe a Lakers játékosa, Kobe Bryant volt és gyerekként a Los Angeles Lakers és Los Angeles Clippers rajongója volt. George szabadidejének nagy részét kosárlabdázással töltötte, néha Teiosha ellen. Első középiskolai évében játszott először csapatban. Játszott a Pump and Run (AAU) csapatában, Jrue Holiday-jel és Malcolm Lee-vel.

## Egyetemi évek
George két évet játszott a California State University, Fresno csapatában. Az első mérkőzésén 14 pontot szerzett. A következő meccsén 25 pontot és 10 lepattanót szerzett. 2009. február 9-én 29 pontot szerzett a Boise State elleni 88–82-es győzelem alkalmával. A csapat nem jutott be a 2009-es NCAA Tournament-be. A nyugati főcsoportban ő játszotta a legtöbb percet (1,176), illetve ő szerezte a második legtöbb labdaszerzést (59), neki volt a második legmagasabb hárompontos százaléka (44.7%) és ő szerezte a második legtöbb labdaszerzést meccsenként (1.74). 34 mérkőzésen kezdett, 14.3 pontot, 6.2 lepattanót, 2.0 gólpasszt szerzett és 1.7 labdaszerzése volt a szezonban.
Második szezonjában a Sports Illustrated a nyugati régió legszórakoztatóbb játékosának nevezte és az ország nyolcadik legszórakoztatóbb játékosának. 2010. január 21-én megsérült a bokája a Utah State ellen és kihagyta a következő négy mérkőzést. Február 11-én tért vissza, 30 pontot szerzett a New Mexico State ellen. Csapata 15 meccset nyert és 18-at vesztett, George átlagosan 16.8 pontot, 7.2 lepattanót, 3.0 gólpasszt szerzett és 2.2 labdaszerzése volt, mezőnygól százaléka 42.4% volt, míg a büntetődobás százaléka 90.9%. Beválasztották az All-WAC Második csapatba.
2019. november 10-én a Fresno State visszavonultatta George 24-es mezszámát.

## Statisztikák
A Basketball Reference adatai alapján.

### Egyetem
| Év        | Csapat       | JM | KM | JP/M | MG%  | 3P%  | BD%  | LP/M | GP/M | L/M | B/M | P/M  |
| --------- | ------------ | -- | -- | ---- | ---- | ---- | ---- | ---- | ---- | --- | --- | ---- |
| 2008–2009 | Fresno State | 34 | 34 | 34.6 | .470 | .447 | .697 | 6.2  | 1.9  | 1.7 | 1.0 | 14.3 |
| 2009–2010 | Fresno State | 29 | 29 | 33.2 | .424 | .353 | .909 | 7.2  | 3.0  | 2.2 | .8  | 16.8 |
| Karrier:  | Karrier:     | 63 | 63 | 33.9 | .447 | .396 | .803 | 6.7  | 2.4  | 2.0 | .9  | 15.5 |

### NBA

#### Alapszakasz
| Év        | Csapat                | JM  | KM  | JP/M | MG%  | 3P%  | BD%   | LP/M | GP/M | L/M  | B/M | P/M  |
| --------- | --------------------- | --- | --- | ---- | ---- | ---- | ----- | ---- | ---- | ---- | --- | ---- |
| 2010–2011 | Indiana Pacers        | 61  | 19  | 20.7 | .453 | .297 | .762  | 3.7  | 1.1  | 1.0  | .4  | 7.8  |
| 2011–2012 | Indiana Pacers        | 66* | 66* | 29.7 | .440 | .385 | .802  | 5.6  | 2.4  | 1.6  | .6  | 12.1 |
| 2012–2013 | Indiana Pacers        | 79  | 79  | 37.6 | .419 | .362 | .807  | 7.6  | 4.1  | 1.8  | .6  | 17.4 |
| 2013–2014 | Indiana Pacers        | 80  | 80  | 36.2 | .424 | .364 | .864  | 6.8  | 3.5  | 1.9  | .3  | 21.7 |
| 2014–2015 | Indiana Pacers        | 6   | 0   | 15.2 | .367 | .409 | .727  | 3.7  | 1.0  | .8   | .2  | 8.8  |
| 2015–2016 | Indiana Pacers        | 81  | 81  | 34.8 | .418 | .372 | .860  | 7.0  | 4.1  | 1.9  | .4  | 23.1 |
| 2016–2017 | Indiana Pacers        | 75  | 75  | 35.9 | .461 | .394 | .898  | 6.6  | 3.3  | 1.6  | .4  | 23.7 |
| 2017–2018 | Oklahoma City Thunder | 79  | 79  | 36.6 | .430 | .401 | .822  | 5.7  | 3.3  | 2.0  | .5  | 21.9 |
| 2018–2019 | Oklahoma City Thunder | 77  | 77  | 36.9 | .438 | .386 | .839  | 8.2  | 4.1  | 2.2* | .4  | 28.0 |
| 2019–2020 | Los Angeles Clippers  | 48  | 48  | 29.6 | .439 | .412 | .876  | 5.2  | 3.9  | 1.4  | .4  | 21.5 |
| 2020–2021 | Los Angeles Clippers  | 54  | 54  | 33.7 | .467 | .411 | .868  | 6.6  | 5.2  | 1.1  | .4  | 23.3 |
| 2021–2022 | Los Angeles Clippers  | 31  | 31  | 34.7 | .421 | .354 | .858  | 6.9  | 5.7  | 2.2  | .4  | 24.3 |
| 2022–2023 | Los Angeles Clippers  | 56  | 56  | 34.6 | .457 | .371 | .871  | 6.1  | 5.1  | 1.5  | .4  | 23.8 |
| 2023–2024 | Los Angeles Clippers  | 74  | 74  | 33.8 | .471 | .413 | .907  | 5.2  | 3.5  | 1.5  | .5  | 22.6 |
| 2024–2025 | Philadelphia 76ers    | 41  | 41  | 32.5 | .430 | .358 | .814  | 5.3  | 4.3  | 1.8  | .5  | 16.2 |
| Karrier:  | Karrier:              | 908 | 860 | 33.6 | .440 | .383 | .853  | 6.3  | 3.7  | 1.7  | .4  | 20.6 |
| All Star: | All Star:             | 9   | 3   | 23.2 | .496 | .380 | 1.000 | 3.3  | 3.0  | 1.3  | .1  | 18.0 |

#### Play-in
| Év       | Csapat               | JM | KM | JP/M | MG%  | 3P%  | BD%  | LP/M | GP/M | L/M | B/M | P/M  |
| -------- | -------------------- | -- | -- | ---- | ---- | ---- | ---- | ---- | ---- | --- | --- | ---- |
| 2022     | Los Angeles Clippers | 1  | 1  | 41.1 | .417 | .500 | .727 | 7.0  | 5.0  | 3.0 | .0  | 34.0 |
| Karrier: | Karrier:             | 1  | 1  | 41.1 | .417 | .500 | .727 | 7.0  | 5.0  | 3.0 | .0  | 34.0 |

#### Rájátszás
| Év       | Csapat                | JM  | KM  | JP/M | MG%  | 3P%  | BD%  | LP/M | GP/M | L/M | B/M | P/M  |
| -------- | --------------------- | --- | --- | ---- | ---- | ---- | ---- | ---- | ---- | --- | --- | ---- |
| 2011     | Indiana Pacers        | 5   | 5   | 26.6 | .303 | .231 | .875 | 5.0  | 1.0  | 1.4 | 2.0 | 6.0  |
| 2012     | Indiana Pacers        | 11  | 11  | 33.7 | .389 | .268 | .786 | 6.6  | 2.4  | 1.6 | 0.4 | 9.7  |
| 2013     | Indiana Pacers        | 19  | 19  | 41.0 | .430 | .327 | .727 | 7.4  | 5.1  | 1.3 | 0.5 | 19.2 |
| 2014     | Indiana Pacers        | 19  | 19  | 41.1 | .438 | .403 | .789 | 7.6  | 3.8  | 2.2 | 0.4 | 22.6 |
| 2016     | Indiana Pacers        | 7   | 7   | 39.3 | .455 | .419 | .953 | 7.6  | 4.3  | 2.0 | 0.7 | 27.3 |
| 2017     | Indiana Pacers        | 4   | 4   | 42.9 | .386 | .429 | .867 | 8.8  | 7.3  | 1.8 | 0.5 | 28.0 |
| 2018     | Oklahoma City Thunder | 6   | 6   | 41.9 | .408 | .365 | .861 | 6.0  | 2.7  | 1.3 | 0.7 | 24.7 |
| 2019     | Oklahoma City Thunder | 5   | 5   | 40.8 | .436 | .319 | .816 | 8.6  | 3.6  | 1.4 | 0.2 | 28.6 |
| 2020     | Los Angeles Clippers  | 13  | 13  | 36.8 | .398 | .333 | .909 | 6.1  | 3.8  | 1.5 | 0.5 | 20.2 |
| 2021     | Los Angeles Clippers  | 19  | 19  | 40.8 | .441 | .336 | .844 | 9.6  | 5.4  | 1.0 | 0.5 | 26.9 |
| 2024     | Los Angeles Clippers  | 6   | 6   | 37.1 | .411 | .367 | .840 | 6.8  | 4.8  | 1.2 | 0.5 | 19.5 |
| Karrier: | Karrier:              | 114 | 114 | 39.0 | .423 | .352 | .826 | 7.5  | 4.1  | 1.5 | .5  | 21.2 |

## Díjak

### NBA, nemzetközi sikerek
- 9× NBA All Star (2013, 2014, 2016–2019, 2021, 2023, 2024)
- All-NBA Első csapat (2019)
- 5× All-NBA Harmadik csapat (2013, 2014, 2016, 2018, 2021)
- 2× NBA All-Defensive Első csapat (2014, 2019)
- 2× NBA All-Defensive Második csapat (2013, 2016)
- NBA Második újonc csapat (2011)
- NBA Legtöbbet fejlődött játékos (2013)
- NBA legtöbb labdaszerzés (2019)
- Olimpiai bajnok (2016)

### Fresno State
- All-WAC Második csapat (2010)

### Visszavonultatott mezszámok
- Fresno State Bulldogs – 24